# Кишечет
Кишечет (венг. Kisecset) — деревня на севере Венгрии. Входит в медье Ноград. Основана в 1493 году.
Население составляет 208 человек по состоянию на 2010 год. Преобладающая национальность — венгры (95 %), остальные жители — румыны.
Из достопримечательностей стоит отметить католическую церковь.

## Население
| Год  | Численность | Численность |
| ---- | ----------- | ----------- |
| 2013 | 160         | [ 2 ]       |
| 2014 | 149         | [ 3 ]       |
| 2015 | 150         | [ 4 ]       |
| 2021 | 203         | [ 5 ]       |
| 2022 | 179         | [ 6 ]       |
| 2023 | 218         | [ 7 ]       |
| 2024 | 207         | [ 1 ]       |